# تاريخ الحركة الاشتراكية في الولايات المتحدة
بدأت الاشتراكية في الولايات المتحدة بالمجتمعات الطوباوية في أوائل القرن التاسع عشر مثل الهزازين (Shakers) والناشط المثالي جوسيا وارن، والمجتمعات العالمية التي استُلهمت من شارل فورييه. تأسس حزب العمال الاشتراكي الأمريكي في عام 1877 على أيدي الناشطين العماليين، الذين كانوا بمعظمهم مهاجرين بريطانيين وألمان ويهود، في حين تأسس الحزب الاشتراكي الأمريكي في عام 1901. وبحلول ذلك الوقت، كانت اللاسلطوية قد رسخت نفسها هي الأخرى في أنحاء البلاد، بينما انخرط الاشتراكيون على مختلف نزعاتهم في المنظمات العمالية الأمريكية الأولى وكفاحاتها التي بلغت حدًا مرتفعًا ضمن قضية هايماركت في شيكاغو التي أصبح يوم العمال العالمي بسببها عطلة العمال الرئيسية في أصقاع العالم وبات دوام الساعات الثماني يوميًا هدفًا معياريًا للمنظمات العمالية والأحزاب الاشتراكية في كل مكان من العالم.

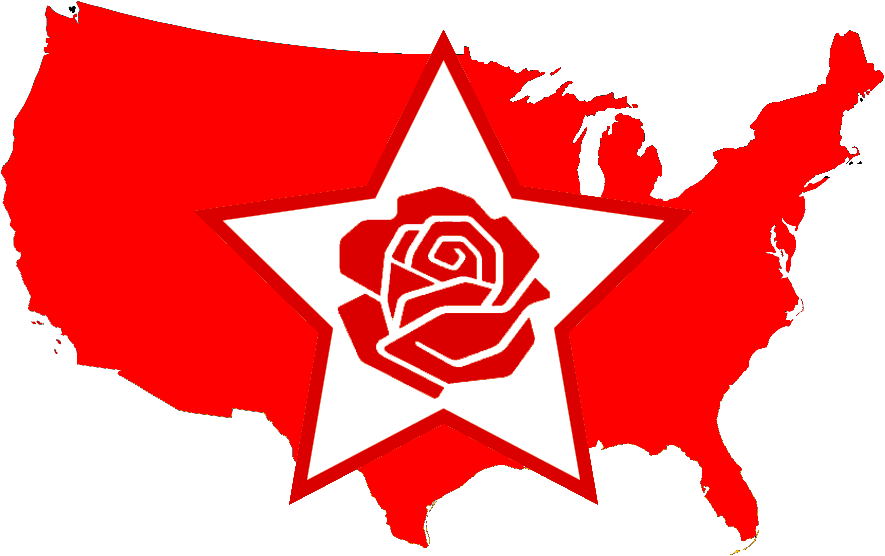

ومن خلال المرشح الرئاسي للحزب الاشتراكي الأمريكي، يوجين ف. دبس، أفضت المعارضة الاشتراكية للحرب العالمية الأولى إلى موجة أعمال القمع الحكومية التي تُعرف على نطاق واسع باسم «الخوف الأحمر الأول». ارتكس الحزب الاشتراكي في عشرينيات القرن العشرين، غير أنه على الرغم من ذلك كثيرًا ما رشح نورمان توماس للرئاسة. وفي الثلاثينيات، اكتسب الحزب الشيوعي الأمريكي مكانة هامة في الحركات النضالية العمالية والعنصرية إلا أنه عانى من انشقاق التأم شمله في حزب العمال الاشتراكيين التابع للتيار التروتسكي. وفي الخمسينيات، تأثرت الاشتراكية بالمكارثية ثم أعيد إحياؤها في الستينيات عن طريق التحول الراديكالي العام الذي جاء به اليسار الجديد إلى جانب حركات نضالية وتمردات اشتراكية أخرى. في الستينيات، استُدعي ميخائيل هارينجتون واشتراكيون آخرون من أجل مساعدة إدارة الرئيس كينيدي ثم تقديم المعونة في برنامجي الحرب على الفقر والمجتمع العظيم اللذين أطلقتهما إدارة الرئيس جونسون، بينما لعب الاشتراكيون كذلك أدوارًا هامة في حركة الحقوق المدنية.
تكونت الاشتراكية في الولايات المتحدة من نزعات عدة، غالبًا ما كان بينها خلافات مهمة، وضمت هذه النزعات كلًا من الاشتراكيين الخياليين، والديمقراطيين الاشتراكيين، والاشتراكيين الديمقراطيين، والشيوعيين، والتروتسكيين، واللاسلطويين. لطالما كانت الحركة الاشتراكية في الولايات المتحدة ضعيفة عبر تاريخها، فعلى عكس حال الأحزاب الاشتراكية في أوروبا وكندا وأوقيانوسيا، لم يتبلور أي حزب اشتراكي ديمقراطي يعتد به في الولايات المتحدة، وظلت الحركة الاشتراكية هامشية، «فريدة من نوعها تقريبًا من حيث عجزها وسط الديمقراطيات الغربية». في الولايات المتحدة، تتصف الاشتراكية بأنها «تتسبب في وصمة جديرة بالاعتبار، ويعود سبب ذلك في معظمه إلى ارتباطها بالأنظمة الشيوعية السلطوية». في كتابته لمجلة ذي إيكونوميست، يطرح صامويل جاكسون فكرة أن كلمة الاشتراكية في الولايات المتحدة استُخدمت كمصطلح ازدرائي دون تعريف واضح لها من قبل المحافظين والليبرتاريين بهدف الإساءة إلى السياسات الليبرالية والتقدمية ومقترحاتها وشخصياتها العامة، غير أن مقالة نُشرت عام 2013 في صحيفة الغارديان تقول: «على عكس الاعتقاد السائد، لا يمتلك الأمريكان حساسية فطرية تجاه الاشتراكية». وعلى سبيل المثال، فقد شُغل منصب العمدة في مدينة ميلواكي من قبل العديد من الاشتراكيين مثل إميل سيدل ودانييل هون وفرانك زيدلر. وكذلك حصد المرشح الرئاسي للحزب الاشتراكي، يوجين ف. دبس، نحو مليون صوت في الانتخابات الرئاسية لعام 1920.

## القرن التاسع عشر

### الاشتراكية الطوباوية والمجتمعات الطوباوية الأمريكية
كانت الاشتراكية الطوباوية أولى الحركات الاشتراكية الأمريكية، إذ حاول الطوباويون تطوير مجتمعات اشتراكية نموذجية ليبرهنوا على فضائل معتقداتهم. نشأت معظم أفكار الاشتراكية الطوباوية في أوروبا، لكن الولايات المتحدة غالبًا ما كانت الأرض التي شهدت التجارب في حد ذاتها. حدثت العديد من التجارب الطوباوية في القرن التاسع عشر في سياق هذه الحركة، ومن ضمنها مزرعة بروك، ونيو هارموني، ومجتمع الهزازين، ومستعمرات أمانا، ومجتمع أونيدا، وحركة الإيكاريين، ومنطقة بيشاب هيل، ومدينة أورورا في ولاية أوريغون، ومنطقة بيثل في ولاية ميزوري.
لجأ روبرت أوين، وهو رجل أعمال ويلزي ثري واسع النفوذ، إلى الإصلاح الاشتراكي والاشتراكية، ثم أسس في عام 1825 مستعمرة جماعية سُميت نيو هارموني في جنوب غربي ولاية إنديانا. انهارت الجماعة في عام 1829، ويُعزى ذلك بمعظمه إلى نزاع بين المؤدلجين الطوباويين والرواد المتجردين من الأيديولوجيا. وفي عام 1841، أسس معتنقو الفلسفة المتعالية من الطوباويين مزرعة بروك، وهي مجتمع قام على مذهب الفرنسي شارل فورييه من الاشتراكية. كان ناثانيال هاوثورن عضوًا من هذا المجتمع الذي لم يدم طويلًا، بينما رفض رالف والدو إمرسون دعوات انضمام وجهت إليه. كانت الجماعة تعاني مشكلة في الوصول إلى الاستقرار المادي، وغادرها الكثير من أعضائها مع لجوء قائدهم جورج ريبلي أكثر فأكثر إلى تعاليم فورييه. وفُقد كل أمل في نجاتها حين احترق المبنى الرئيسي باهظ التكاليف المستوحى من فورييه وانهار وهو قيد التشييد، حتى انحلت الجماعة في عام 1847.
حاول أتباع فورييه كذلك إقامة مجتمع في مقاطعة مونموث التابعة لولاية نيو جيرسي. وشيّد مجتمع التشكيلة السُلامية الأمريكية الشمالية «فلانستير» مفهومًا وضعه فورييه لبُنية معيشية كميونية، من منزل ومزرعة وملحق ربط بينهما. استمر المجتمع من عام 1844 إلى عام 1756، حين أتى حريق على مطاحن الدقيق ومناشر الخشب والعديد من الورشات داخله، وكان المجتمع قد بدأ أساسًا بالاضمحلال بعد الشقاق الأيديولوجي الذي ظهر في عام 1853. سعى الاشتراكي الفرنسي إتيان كابيه، مدفوعًا من إحباطه في أوروبا، إلى استخدام حركته الإيكارية للاستعاضة عن الإنتاج الرأسمالي بالجمعيات التعاونية العمالية. وأصبح أكثر مناصري الاشتراكية شعبية في زمنه، ولقيت آراؤه رواجًا خاصًا لدى الحرفيين الإنجليز الذين حرمتهم المصانع من معظم مدخولهم. في أربعينيات القرن التاسع عشر، قاد كابيه جماعات من المهاجرين ليؤسس مجتمعات طوباوية في تكساس وإلينوي، غير أن عداواته الكثيرة مع أتباعه استأصلت شأفة عمله.
وصلت الاشتراكية الطوباوية إلى المستوى الوطني عن طريق أعمال الخيال في رواية إدوارد بيلامي الصادرة عام 1888 تحت عنوان «النظر إلى الماضي»، وهي تصوير طوباوي لنظام اشتراكي في الولايات المتحدة في عام 2000. باع الكتاب ملايين من النسخ وصار أحد أكثر الكتب الأمريكية مبيعًا في القرن التاسع عشر. وبحسب أحد التقديرات، لم يتفوق عليه في المبيعات سوى رواية «كوخ العم توم». مهد الكتاب لإنشاء أندية لمحبي بيلامي وأثر في القادة الاشتراكيين والعماليين، ومن بينهم يوجين ف. دبس. وبالطريقة نفسها، نُشرت درة عقد أعمال أبتون سنكلير، وهي رواية «الأدغال»، للمرة الأولى في صحيفة «أبيل تو ريزن» (Appeal to Reason) الاشتراكية، وانتقدت قمع الرأسمالية واستغلالها لعمال تعليب اللحوم في منظومة الأطعمة الصناعية. ما زال يُشار إلى الكتاب حتى يومنا هذا بوصفه واحدًا من أكثر الأعمال الأدبية تأثيرًا في التاريخ الحديث.
يُعتبر جوسيا وارن على نطاق واسع أول لاسلطوي أمريكي، وكانت الصحيفة الأسبوعية ذات الصفحات الأربع التي أشرف على تحريرها خلال عام 1833، «ذا بيسفول ريفولوشنست» (The Peaceful Revolutionist)، أول دورية لاسلطوية جرى نشرها. انضم وارن، وهو من أتباع روبرت أوين، إلى مجتمع أوين في نيو هارموني بولاية إنديانا، وهو من صاغ عبارة «تقدير تكلفة حدود السعر»، ولا تعني مفردة «تكلفة» هنا السعر النقدي المدفوع وإنما العمل الذي يبذله المرء لإنتاج سلعة ما. وبناء على ذلك، «اقترح نظامًا من أجل الدفع للناس بشهادات تُظهر عدد الساعات التي عملوا خلالها، فيكون بوسعهم استبدال هذه الأوراق في متاجر أوقات محلية بسلع استغرقت نفس الوقت لإنتاجها». ووضع نظرياته تحت الاختبار من خلال تأسيس «متجر تبادل مجهود عمل» تجريبي أسماه «متجر سينسيناتي للوقت» حيث تتم التجارة باستخدام أوراق خُط على وجهها الخلفي وعد بأداء العمل. أثبت المتجر نجاحه واستمر لثلاث سنوات، غير أنه أغلِق بعدها كي يتسنى لوارن أن يتفرغ لتأسيس مستعمرة قائمة على مبدأ تبادل المنفعة، وتضمنت هذه كلًا من «يوتوبيا» و«مودرن تايمز». قال وارن إن كتاب ستيفن بيرل اندروز، المعنون «علم المجتمع» والمنشور في عام 1852، هو أكثر البيانات التفسيرية لنظريات وارن وضوحًا وكمالًا. وبالنسبة إلى المؤرخ اللاسلطوي الأمريكي، يونيس مينيت شوستر: «من الواضح أن اللاسلطوية البرودونية أسِست في الولايات المتحدة في وقت مبكر نحو عام 1848 على الأقل، ولم تكن واعية بقرابتها من اللاسلطوية الفردانية التي نظّر لها كل من جوسيا وارن وستيفن بيرل اندروز... قدم ويليام ب. غريني هذه التبادلية النفعية البرودونية في أنقى أشكالها وأكثرها اتساقًا تنظيميًا».

كتب اللاسلطوي الأمريكي بنجامين تاكر في كتابه المعنون «الحرية الفردية»: 
«إن المبادئ الاقتصادية للاشتراكية الحديثة هي استنتاج منطقي للمبدأ الذي وضعه آدم سميث في الفصول الأولى من كتابه ثروة الأمم، وبالتحديد أن العمل هو المقياس الحقيقي للسعر... بعد نصف قرن أو أكثر على إعلان آدم سميث عن المبدأ المذكور أعلاه، أكملت الاشتراكية العمل عليه من حيث تركه سميث، ومن خلال تعقبه حتى استنتاجاته المنطقية، تحول المبدأ إلى أساس فلسفة اقتصادية جديدة... ويبدو أن هذا تم على نحو مستقل على يد ثلاثة رجال مختلفين من ثلاث جنسيات مختلفة وبثلاث لغات مختلفة، هم: جوسيا وارن الأمريكي، وبيير ج. برودون الفرنسي، وكارل ماركس الألماني اليهودي... وإن كان عمل هذا الثلاثي المثير للاهتمام قد تم على نحو متزامن إلى هذه الدرجة، فهذا ينبئ على ما يبدو بمدى انتشار الاشتراكية آنذاك، وأن الوقت كان سانحًا والظروف مواتية لظهور هذه المدرسة الفكرية الجديدة. أما في ما يتعلق بالأسبقية الزمنية، فيبدو أن الثناء من حق الأمريكي وارن، وهذه حقيقة يجب أن تُلاحظ من قبل فلول الأدعياء المولعين بذم الاشتراكية ووصفها بالعنصر المستورد الدخيل».